# Cypriotisch voetbalkampioenschap 1998/99
In 1998/99 werd het 61e Cypriotische voetbalkampioenschap gespeeld. Anorthosis Famagusta won de competitie voor 10e keer.

## Stadions
| Club           | Stadion                     |
| -------------- | --------------------------- |
| ΑΕΚ            | GSZ Stadium                 |
| AEL            | Tsirion Stadium             |
| Alki           | GSZ Stadium                 |
| Anorthosis     | Antonis Papadopoulosstadion |
| APOEL          | Makariostadion              |
| Apollon        | Tsirion Stadium             |
| Aris           | Tsirion Stadium             |
| Doxa Katokopia | Kykkos Stadium              |
| Ethnikos       | Dasaki Stadium              |
| Enosis         | Paralimnistadion            |
| Evagoras       | Pafiako Stadium             |
| Nea Salamina   | Ammochostosstadion          |
| Olympiakos     | Makariostadion              |
| Omonia         | Makariostadion              |

## Stand
| Pos | Team                  | Wed | W  | G | V  | Ptn | DV | DT | +/− | Kwalificatie of degradatie                                                  |
| --- | --------------------- | --- | -- | - | -- | --- | -- | -- | --- | --------------------------------------------------------------------------- |
| 1   | Anorthosis (C)        | 26  | 21 | 4 | 1  | 67  | 95 | 28 | +67 | Gekwalificeerd voor Tweede kwalificatie ronde UEFA Champions League 1999/00 |
| 2   | Omonia                | 26  | 21 | 4 | 1  | 67  | 81 | 25 | +56 | Gekwalificeerd voor Voorronde UEFA Cup 1999/00                              |
| 3   | APOEL                 | 26  | 19 | 2 | 5  | 59  | 70 | 29 | +41 | Gekwalificeerd voor Voorronde UEFA Cup 1999/00                              |
| 4   | AEK                   | 26  | 14 | 3 | 9  | 45  | 63 | 45 | +18 |                                                                             |
| 5   | AEL                   | 26  | 13 | 5 | 8  | 44  | 55 | 39 | +16 |                                                                             |
| 6   | Ethnikos              | 26  | 12 | 6 | 8  | 42  | 49 | 43 | +6  |                                                                             |
| 7   | Apollon               | 26  | 13 | 2 | 11 | 41  | 51 | 45 | +6  |                                                                             |
| 8   | Enosis Neon Paralimni | 26  | 8  | 8 | 10 | 32  | 55 | 64 | −9  |                                                                             |
| 9   | Olympiakos            | 26  | 8  | 5 | 13 | 29  | 40 | 49 | −9  |                                                                             |
| 10  | Nea Salamis           | 26  | 8  | 4 | 14 | 28  | 46 | 53 | −7  |                                                                             |
| 11  | Alki                  | 26  | 7  | 4 | 15 | 25  | 37 | 70 | −33 |                                                                             |
| 12  | Evagoras (R)          | 26  | 6  | 4 | 16 | 22  | 30 | 66 | −36 | Degradatie naar B' Kategoria 1999/00                                        |
| 13  | Doxa Katokopia (R)    | 26  | 2  | 3 | 21 | 9   | 27 | 79 | −52 | Degradatie naar B' Kategoria 1999/00                                        |
| 14  | Aris (R)              | 26  | 3  | 0 | 23 | 9   | 32 | 96 | −64 | Degradatie naar B' Kategoria 1999/00                                        |

## Resultaten
| Thuis \ Uit    | AEK | AEL | ALK | ANR | APN | APL | ARS | DOX | ETH | ENP | EYG | NSL | OLY | OMO |
| -------------- | --- | --- | --- | --- | --- | --- | --- | --- | --- | --- | --- | --- | --- | --- |
| AEK            |     | 1–1 | 5–1 | 3–3 | 3–1 | 3–5 | 5–1 | 7–0 | 2–5 | 3–0 | 2–0 | 4–1 | 4–2 | 0–1 |
| AEL            | 3–2 |     | 2–2 | 2–3 | 2–1 | 2–1 | 4–1 | 4–3 | 2–3 | 0–1 | 4–0 | 8–3 | 4–2 | 3–3 |
| Alki           | 5–4 | 1–3 |     | 0–4 | 0–6 | 0–2 | 3–2 | 2–1 | 2–3 | 2–2 | 3–1 | 0–2 | 1–3 | 1–4 |
| Anorthosis     | 1–0 | 2–0 | 5–0 |     | 1–1 | 4–2 | 5–0 | 7–0 | 2–0 | 5–1 | 6–1 | 5–3 | 7–1 | 2–2 |
| APOEL          | 3–1 | 2–0 | 4–1 | 4–3 |     | 1–0 | 5–2 | 3–0 | 1–0 | 2–2 | 4–1 | 3–0 | 2–0 | 1–2 |
| Apollon        | 5–0 | 3–2 | 4–1 | 1–3 | 2–1 |     | 2–1 | 5–2 | 1–2 | 1–0 | 2–0 | 1–2 | 1–0 | 1–5 |
| Aris           | 1–2 | 0–4 | 1–4 | 1–4 | 1–4 | 0–5 |     | 2–1 | 1–3 | 2–4 | 2–4 | 3–1 | 0–2 | 0–4 |
| Doxa Katokopia | 1–5 | 0–1 | 3–1 | 0–4 | 0–4 | 1–2 | 5–1 |     | 0–0 | 4–5 | 0–0 | 0–3 | 1–4 | 2–3 |
| Ethnikos       | 1–1 | 2–1 | 2–0 | 0–2 | 2–3 | 6–1 | 3–2 | 0–0 |     | 1–1 | 2–0 | 2–3 | 1–1 | 2–4 |
| Enosis         | 1–2 | 0–2 | 1–1 | 2–5 | 3–5 | 1–1 | 6–2 | 5–3 | 3–6 |     | 6–1 | 0–3 | 2–0 | 1–1 |
| Evagoras       | 2–0 | 0–0 | 0–2 | 0–4 | 2–3 | 2–1 | 5–2 | 4–0 | 1–2 | 1–1 |     | 0–0 | 1–0 | 1–8 |
| Nea Salamis    | 0–1 | 0–0 | 1–2 | 2–3 | 0–1 | 2–2 | 2–3 | 2–0 | 4–0 | 4–5 | 4–1 |     | 0–0 | 2–3 |
| Olympiakos     | 1–2 | 0–1 | 2–2 | 1–4 | 0–5 | 2–0 | 4–0 | 4–0 | 1–1 | 2–2 | 2–1 | 2–1 |     | 0–1 |
| Omonia         | 0–1 | 3–0 | 3–0 | 1–1 | 1–0 | 2–0 | 5–1 | 1–0 | 4–0 | 5–0 | 6–1 | 4–1 | 5–4 |     |

## Topscores
| Rank | Spelers          | Club      | Doelpunten |
| ---- | ---------------- | --------- | ---------- |
| 1    | Rainer Rauffmann | AC Omonia | 35         |

## Kampioen
| 1998/99                                   |
| Cyprus                                    |
| ----------------------------------------- |
| Anorthosis Famagusta Kampioen (10° titel) |

1934/35 · 1935/36 · 1936/37 · 1937/38 · 1938/39 · 1939/40 · 1940/41 · 1941/42 · 1942/43 · 1943/44 ·  1944/45 · 1945/46 · 1946/47 · 1947/48 · 1948/49 · 1949/50 · 1950/51 · 1951/52 · 1952/53 · 1953/54 · 1954/55 · 1955/56 · 1956/57 · 1957/58 · 1958/59 ·  1959/60 · 1960/61 · 1961/62 · 1962/63 · 1963/64 · 1964/65 · 1965/66 · 1966/67 · 1967/68 · 1968/69 · 1969/70 · 1970/71 · 1971/72 · 1972/73 · 1973/74 · 1974/75 · 1975/76 · 1976/77 · 1977/78 · 1978/79 · 1979/80 · 1980/81 · 1981/82 · 1982/83 · 1983/84 · 1984/85 · 1985/86 · 1986/87 · 1987/88 · 1988/89 · 1989/90 · 1990/91 · 1991/92 · 1992/93 · 1993/94 · 1994/95 · 1995/96 · 1996/97 · 1997/98 · 1998/99 · 1999/00 · 2000/01 · 2001/02 · 2002/03 · 2003/04 · 2004/05 · 2005/06 · 2006/07 · 2007/08 · 2008/09 · 2009/10 · 2010/11 · 2011/12 · 2012/13 · 2013/14 · 2014/15 · 2015/16 · 2016/17 · 2017/18 · 2018/19 · 2019/20 · 2020/21 · 2021/22